# WebsiteBaker
WebsiteBaker (eigene Schreibweise) ist ein freies Web-Content-Management-System (WCMS), das auf der serverseitigen Skriptsprache PHP und der Datenbank MySQL basiert. Es ist vor allem für das Erstellen von kleineren und mittleren Webauftritten gedacht. WebsiteBaker soll eine „einfache Benutzung“ ermöglichen. Es hat ein automatisches Installationsprogramm und eine eingängige, grafische Benutzeroberfläche, die es auch Computereinsteigern und weniger erfahrenen Benutzern ermöglichen soll, Inhalte oder Informationen im Internet zu veröffentlichen.

## Geschichte
Das CMS WebsiteBaker wurde 2004 von Ryan Djurovich veröffentlicht. Die erste Version 2.2.0 ist am 14. Dezember 2004 erschienen. Darin wurden Seiten in mehreren Ebenen, Sections und Mehrsprachigkeit sowie erste Erweiterungen eingeführt.
Die folgende Version 2.6.0, die am 28. November 2005 veröffentlicht wurde, war die erste, die die Community weiterentwickelt hat.
Am 16. November 2008 kündigte Ryan Djurovich an, dass WebsiteBaker nach einer offenen Diskussion mit der Community in zwei Projekte aufgeteilt werden soll: Die PlatformRAD Open Source Edition (OSE, das sich nun EdgeCMS nennt) wird weiterhin vom Gründer entwickelt und unterstützt, die WebsiteBaker Community hingegen bleibt bei dem Namen. Dies wurde vollzogen, um Probleme mit zukünftigen CMS-Versionen zu vermeiden, zudem herrschte Uneinigkeit über einige geplante Neuerungen.
Die Führungsrolle von WebsiteBaker übernahm indessen Matthias Gallas. Er trat am 19. August 2009 zurück, nachdem die Version 2.8.0 erschienen war.
Einen Tag später wurde die Gründung des WebsiteBaker Org e.V. bekanntgegeben. Die Vereinsvorstände sind Dietmar Wöllbrink († 7. November 2024), Manuela von den Decken und Harald Spring.
Nachdem es in der Community zu Unstimmigkeiten über die weitere Entwicklungsrichtung von WebsiteBaker gekommen war, wurde der Kern der 2.8.1, 2.8.2, sowie Teile der erst im SVN existierenden Version 2.9.0.dev zum Start eines Forks namens „Lepton-CMS“ benutzt.

### WebsiteBaker 2.8
Die stabile Version 2.8 wurde am 15. August 2009 veröffentlicht. Außer einer Reihe von Bugfixes wurden neue Features implementiert, darunter Droplets. Die Version nutzt jQuery sowie Codepress zur Syntaxhervorhebung. Der Administrations-Bereich lässt sich über Skins anpassen.
Version 2.8.2 wurde am 25. Juli 2011 veröffentlicht. Hier wurde damit begonnen, die alte Codebasis aufzuarbeiten und durch neue Techniken zu ersetzen.
Version 2.8.3 wurde am 11. Februar 2012 veröffentlicht. Darin wurden wichtige Änderungen vorgenommen, die die Sicherheit des CMS betreffen. Da die Veröffentlichung der Version 2.8.4 nicht umgesetzt werden konnte, wurde im August 2014 die Version 2.8.3 SP3 veröffentlicht. Dies war wegen der Veröffentlichung und des Einsatzes der neueren PHP-Versionen nötig. Am 24. Mai 2015 erfolgte die Veröffentlichung der Version 2.8.3 SP4; vorrangig ging es dabei um die Umstellung des Systems auf UTF8 und MySQLi. Am 20. Dezember 2015 folgte die Version 2.8.3 SP5, im März 2016 die Version 2.8.3 SP6.
Am 6. August 2016 erschien WebsiteBaker 2.8.3 SP7, die letzte der 2.8.3er-Reihe. Hauptbestandteile waren der Abschluss der Codeumstellung zu PHP 7.x, die Vorbereitung des Cores und der Module zur Nutzung von TWIG, ein eigenes PHP-Error-Logging und der Einsatz einer Translate-Klasse, die die Übersetzungen der Sprachvariablen im Core und den Add-ons erleichtert. Zum Paket gehörten weiterhin ein komplett überarbeitetes Backend-Theme und ein responsives Frontend-Template.

### WebsiteBaker 2.10
WebsiteBaker 2.10.0 ist der Nachfolger der 2.8.3er-Reihe und erschien am 4. März 2017. Mindestvoraussetzung ist PHP 5.6, empfohlen die jeweils neueste PHP-Version des Anbieters. WB 2.10.0 setzte wie PHP auf die konsequente Nutzung von UTF-8 und enthält alles, was seit Beginn der Version WebsiteBaker 2.8.3 im Jahr 2009 erschienen ist (Servicepacks, Patches, Fixes usw.). Implementiert wurde ein systemeigenes Error-Logging, was die Reparaturmöglichkeiten und den Support vereinfacht und verbessert. Wieder aktiviert wurde das öffentliche Redmine-System, das zuletzt nur dem Entwicklerteam zugänglich war.

### WebsiteBaker 2.11
Neben einem integrierten Formulargenerator, einem neu gestalteten Output-Filter und einem erweiterten Error-Handling lag das Hauptaugenmerk in den WebsiteBaker 2.11er-Versionen vor allem in der Umstellung des Core auf die Erfordernisse der neuen PHP-Versionen ab PHP 7. Unterstützt wurden nur noch die Zeichensätze UTF-8 und UTF8mb4. Mit Einführung der Translate-Klasse, die nun die Verwaltung sämtlicher Sprachvariablen übernimmt, war es notwendig, sämtliche Sprachdateien sowie deren Struktur im System anzupassen. Diese Umstellung, die sich über mehrere WebsiteBaker-Versionen hinziehen wird und im Idealfall alle Add-ons einschließt, brachte bereits in Version 2.11.0 eine spürbare Verbesserung der Geschwindigkeit im Verwaltungsbereich des CMS.

### WebsiteBaker 2.12
Schwerpunkt von WebsiteBaker 2.12 waren die Upgradefähigkeit (One-Step-Upgrade) von jeder Vorgängerversion ab WebsiteBaker 2.8.3 sowie die Lauffähigkeit auch für die neuesten Versionen von PHP und MySQL. Zusätzlich wurde der Core für den Umstieg von der PHPLib auf TWIG vorbereitet. TWIG wurde mit WebsiteBaker 2.10.0 fest integriert und wird seither vor allem in neuen und modernisierten Addons benutzt, die Verwendung im Backend erfordert allerdings eine andere Form der Datenaufbereitung. Weitere Neuerungen sind die Umstellung der integrierten Captcha-Lösungen weg vom alten IFrame hin zu modernen Varianten, die Vorbereitungen des DefaultThemes für die Nutzung auf Mobilgeräten mit diversen CSS- und Codeanpassungen sowie diverse Änderungen vor allem zur Erweiterung der Berechtigungen für eine Administratorengruppe.

### WebsiteBaker 2.13
Releasedatum für die Version WebsiteBaker 2.13.0 war der 20. Mai 2021.

### WebsiteBaker 2.13.4
Releasedatum für die aktuelle Version WebsiteBaker 2.13.4 war der 23. August 2023. Wie auch bei den Zwischenversionen 2.13.1 - 2.13.3 geht es in diesem Release vor allem um die Anpassungen an die aktuellsten PHP- und MySQL-Versionen. Die meisten Änderungen waren core-intern notwendig, für die User sichtbar ist ein verbessertes Datei-Handling in der Media-Verwaltung, welches globale oder ordner-orientierte Bildgrößenveränderungen zulässt. Dazu gehört auch eine geänderte Rechtevergabe für diese Funktionen.

### WebsiteBaker 2.13.6
Releasedatum für die aktuelle Version WebsiteBaker 2.13.6 war der 20. Dezember 2024. Nach dem unerwartet frühen Tod des Chefentwicklers erfolgte eine Umstrukturierung innerhalb der Community. Ein Team aus aktuell 10 Mitgliedern bestimmt nun die weitere Entwicklung des CMS und der Außendarstellung. Im aktuellen Downloadpaket wurden u. a. ein CronJob-Modul eingebunden, das mögliche Dateiveränderungen anzeigt oder per Admin-E-Mail informiert. Dieses Modul ist kompatibel zu serverseitigen CronJobs. Weiterhin gab es notwendige Updates von Drittanbieter-Software, z.b. Twig oder PHP-Mailer. Beseitigt wurden Probleme in der Usersprachen-Zuordnung und in der Ausgabe von Suchergebnissen. Das Paket ist lauffähig unter PHP 8.4.5. Eingestellt wurde bis auf Weiteres das Projekt WebsiteBaker Portable. Ursächlich sind hier die Einstellung der Entwicklung bei der verwendeten Drittanbieter-Software USBWebserver und die Priorisierung der aktuellen Entwicklung bei WebsiteBaker auf das CMS.

## Systemvoraussetzungen
WebsiteBaker benötigt Webhosting mit Unterstützung für die Programmiersprache PHP und das Datenbankmodell MySQL. Dabei sollte PHP den Session Support aktiviert haben, der Safe Mode muss hingegen deaktiviert sein. Alternativ hat der Provider entsprechende Benutzerrechte vergeben. Der Internetdienstanbieter kann in der Regel diese Einstellungen vornehmen, sofern man keinen eigenen Webserver zur Verfügung hat.

## Zielgruppe
Die eigentliche Zielgruppe besteht aus:
- Freelancern und Agenturen im Bereich Webdesign, die ihren Kunden ein einfach zu bedienendes System zur Verfügung stellen wollen, in das sie leicht eingeführt werden können
- Privatpersonen mit Webdesign Grundlagen, die eine eigene Homepage erstellen möchten
- Vereinen und Gruppen, wobei auch mehrere Personen einfach aus aller Welt den Seiteninhalt erstellen und bearbeiten können
- Kleineren und mittelständischen Unternehmen
- Organisationen und Schulen

Große Unternehmen oder Webauftritte, die für tausende registrierte User gedacht sind, zählen nicht direkt zur Zielgruppe. Es gibt zwar keine Beschränkungen, was die Seitenzahl oder die Zahl der User betrifft. Durch die häufige Verwendung von Auswahllisten könnte die Administration aber unübersichtlich werden. Abhilfe schaffen dann spezielle Module, etwa zur Benutzerverwaltung.

## Merkmale
WebsiteBaker hat viele Funktionen, um eine dynamische Webseite zu erstellen, wobei immer versucht wird, die „einfache Bedienung“ zu bewahren. Dies kann nur erreicht werden, indem es nicht „überladen“ wird mit Funktionen.

### Funktionen
- Einfach zu bedienende Benutzeroberfläche
- Unterstützung zum Betreiben mehrerer Internetsites
- Möglichkeit, ein vollständig barrierefreies Frontend zu erstellen
- Unterstützung von Mehrsprachigkeit
- Datei- und Medienverwaltung
- Designvorlagen (Templates) basierende Seitenausgabe, pro Seite anpassbar
- Schnittstelle für Erweiterungen
- Erstellung von Benutzergruppen
- Gruppenbasierendes Berechtigungssystem (jede einzelne Seite kann festgelegt werden)
- Kontrolle von WebsiteBaker und komplette Erstellung und Bearbeitung der Seiten über den Administrationsbereich (Back-End)
- Verwendung von Captchas im Front-End (der für Gäste sichtbare und benutzbare Teil der Website) zur Vermeidung von Spam
- Einrichtungen zur Anmeldung, Registrierung und Passwortwiederherstellung von Nutzern
- Einstellung von Zeitzonen, Anzeigenamen, Spracheinstellungen, Zeit und Datumsformat für jeden Nutzer
- Anpassung der Erweiterungen für jede einzelne Seite möglich
- WYSIWYG-HTML-Editoren für den Adminbereich

### Erweiterungen (Module)
Die wachsende Nutzergemeinde von WebsiteBaker erstellt und betreut einige Module, von denen einige schon standardmäßig bei WebsiteBaker mitgeliefert werden. Diese Erweiterungen sind kostenlos erhältlich und werden erst nach erfolgreicher Prüfung auf der offiziellen „Addon“-Webseite zur Verfügung gestellt.
Zu den Erweiterungen gehören:
- Integration von bekannten Webgalerien, Internetforen und WYSIWYG-HTML-Editoren für den Adminbereich
- Gästebuch und Downloadbereich

Module können über den Administrationsbereich in Form einer .zip-Datei hochgeladen werden; die Installation erfolgt automatisch. Die Aktivierung der Module erfolgt bei der Erstellung einer neuen Seite, wo dann beim Eintrag „Art:“ das Modul ausgewählt werden kann. Auch können die meisten Erweiterungen problemlos deinstalliert werden.
Die Erstellung von Modulen erfolgt relativ einfach mit der Skriptsprache PHP. Etwas Erfahrung im Umgang mit Programmiersprachen sollte allerdings vorhanden sein.

### Designvorlagen
Es gibt zahlreiche Designvorlagen (auch Templates genannt), die für jede erstellte Seite einzeln festgelegt werden können. Die Erstellung der Templates erfolgt mit den Sprachen HTML, CSS und PHP. Die strikte Trennung von Inhalt und Design ist gewährleistet, und das Aussehen kann nahezu völlig frei angepasst werden. Es ist lediglich erforderlich, eine CSS- und eine PHP-Datei zu erstellen.
Ab der Version 2.8 kann auch der gesamte Administrations-Bereich von WebsiteBaker angepasst und erweitert werden, ohne die eigentlichen PHP-Dateien zu verändern.

### Droplets
Droplets wurden mit Version 2.8 eingeführt und können überall platziert werden – egal ob im WYSIWYG Editor, in einer Designvorlage oder einer Erweiterung. Sie sind PHP-Code, der im Administrations-Bereich definiert und innerhalb doppelter, eckiger Klammern verwendet wird.

## Community
Die Community wächst ständig. Im August 2011 haben sich im Supportforum mehr als 7100 registriert. Ferner gibt es etwa 40 Teammitglieder, die in vier Teamgruppen und neun Teams eingeteilt sind. Die Spanne reicht von Übersetzern bis hin zu Fachinformatikern in der Entwicklung.
Des Weiteren gibt es verschiedene Supportforen und Websites.